# Norwegian Bay
Koordinaten: 77° 30′ N, 90° 50′ W

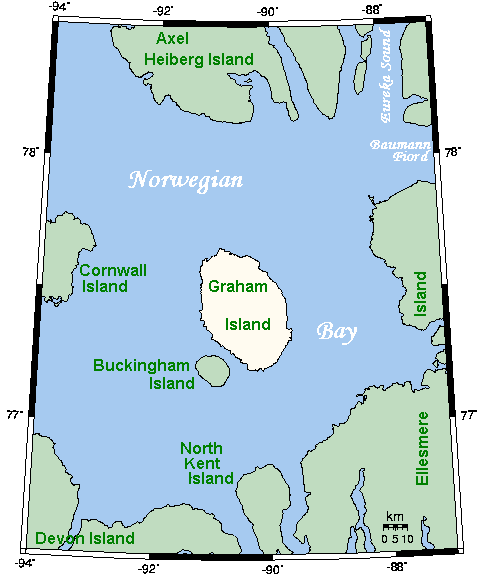
Karte der Norwegian Bay

Die Norwegian Bay (deutsch „Norwegische Bucht“) ist eine Bucht des Arktischen Ozeans im Norden des kanadischen Territoriums Nunavut.

## Geographie
Das annähernd runde Gewässer mit Abmessungen von 161 × 145 km ist nahezu vollständig von Inseln der Königin-Elisabeth-Inseln umgeben. Im Uhrzeigersinn (beginnend im Norden) sind dies Axel Heiberg Island, Ellesmere Island, North Kent Island, Devon Island und Cornwall Island. Im Zentrum der Bucht liegen zwei größere Inseln, Graham Island und Buckingham Island. Im Süden liegt North Kent Island. Dort besteht über den Jonessund eine Verbindung mit der Baffin Bay. Lediglich im Nordwesten befindet sich mit dem Massey Sound eine breitere Öffnung zum Ozean hin.